# 纪念 (组织)
纪念（俄语：Мемориа́л）是众多后苏联国家的一个国际历史和公民权利非营利性组织，1989年由諾貝爾和平獎得主安德烈·德米特里耶维奇·萨哈罗夫等蘇聯異議人士創立，主要关注记录和公开苏联的极权主义历史，同时也对俄罗斯和其他后苏联国家的人权进行监督。该组织在卡累利阿共和国分支机构负责人尤里·德米特里耶夫发现了桑达莫克万人坑。

## 歷史
1989年7月6日该组织成立后不久，纪念在在莫斯科的中华人民共和国驻俄罗斯联邦大使馆组织了一场针对1989年六四屠杀的抗议活动，这是纪念在历史上首次组织的公众活动。
2009年，其工作人员納塔利婭·埃斯蒂米洛娃在车臣与印古什接壤处被枪杀。
2021年12月28日，俄羅斯聯邦最高法院下令關閉紀念的核心架構「紀念國際」，理由是紀念國際未依俄羅斯法律在其出版物上註明自己是外國代理人。
2022年，該組織與白俄羅斯人權領袖阿列斯·比亞利亞茨基和烏克蘭人權組織「公民自由中心」獲頒諾貝爾和平獎，表彰其「促進批評權力的權利，保護公民的基本權利，為記錄戰爭罪行、侵犯人權和濫用權力作出傑出努力」。
2024年，普京政权以“诋毁俄罗斯军队”为由将该组织联合主席欧列格·奥尔洛夫判处两年六个月监禁。